# Leptoconcha
Leptoconcha is een geslacht van uitgestorven kreeftachtigen uit de klasse van de Ostracoda (mosselkreeftjes).

## Soort
- Leptoconcha sinensis Huang, 1975 †